# Mesterholdenes Europa Cup i håndbold 1979-80 (mænd)
Mesterholdenes Europa Cup i håndbold 1979–80 for mænd var den 20. udgave af Mesterholdenes Europa Cup i håndbold for mænd. Turneringen havde deltagelse af 22 klubhold, som sæsonen forinden var blevet nationale mestre, samt den vesttyske sølvvinder TuS Hofweier, idet det vesttyske mesterhold TV Großwallstadt allerede var kvalificeret til turneringen som forsvarende mester. Turneringen blev afviklet som en cupturnering, hvor opgørene til og med semifinalerne blev afgjort over to kampe (ude og hjemme), mens finalen blev afgjort i én kamp på neutral bane.
Turneringen blev for andet år i træk vundet af TV Großwallstadt fra Vesttyskland, som i finalen i München besejrede Valur fra Island med 21-12. Det var anden gang at det TV Großwallstadt vandt Mesterholdenes Europa Cup, og det var første gang et islandsk hold nåede finalen i turneringen.
Danmarks repræsentant i turneringen var Fredericia KFUM, som blev slået ud i kvartfinalen af Atletico Madrid, som vandt med 36-34 over to kampe.

## Resultater

### 1/16-finaler
| Dato   | Dato   | Hjemmehold i 1. kamp | Udehold i 1. kamp       | Resultat | Resultat | Resultat |
| 1.kamp | 2.kamp | Hjemmehold i 1. kamp | Udehold i 1. kamp       | Samlet   | 1.kamp   | 2.kamp   |
| ------ | ------ | -------------------- | ----------------------- | -------- | -------- | -------- |
| 14.10. | ?      | BK-46                | Oppsal IF               | 45–50    | 26-24    | 19-26    |
| 13.10. | 20.10. | HV Sittardia         | Fola Esch               | 45–40    | 24-15    | 21-25    |
| ?      | ?      | TuS Hofweier         | Klub Mechelen           | 23–12    | 23-12    | w.o.     |
| ?      | ?      | CSKA Sofia           | ASKÖ Linz               | 37–34    | 23-15    | 14-19    |
| ?      | ?      | Sporting             | Grasshopper-Club Zürich | ?–?      | 19-23    | ?-?      |
| ?      | ?      | Brentwood HC         | HF Kyndil               | ?–?      | ?-?      | ?-?      |
| ?      | ?      | Pallamano Trieste    | Hapoel Rechovot         | ?–?      | ?-?      | ?-?      |

### 1/8-finaler
| Dato   | Dato   | Hjemmehold i 1. kamp  | Udehold i 1. kamp       | Resultat | Resultat | Resultat |
| 1.kamp | 2.kamp | Hjemmehold i 1. kamp  | Udehold i 1. kamp       | Samlet   | 1.kamp   | 2.kamp   |
| ------ | ------ | --------------------- | ----------------------- | -------- | -------- | -------- |
| 27.11. | ?      | TV Großwallstadt      | Pallamano Trieste       | 48–30    | 30-14    | 18-16    |
| ?      | ?      | Partizan Bjelovar     | Oppsal IF               | ?–?      | ?-?      | ?-?      |
| 2.12.  | 9.12.  | Dukla Praha           | HV Sittardia            | 56–38    | 32-20    | 24-18    |
| ?      | 9.12.  | Tatabányai Bányász SC | TuS Hofweier            | 35–33    | 19-14    | 16-19    |
| ?      | 9.12.  | CSKA Sofia            | Fredericia KFUM         | 45–48    | 26-19    | 19-29    |
| 1.12.  | ?      | Atletico Madrid       | Stella Sports St. Maur  | 49–33    | 28-16    | 21-17    |
| ?      | 19.12. | HK Drott Halmstad     | Grasshopper-Club Zürich | 54–45    | 29-21    | 25-24    |
| 3.12.  | 8.12.  | Brentwood HC          | Valur                   | 33–70    | 19-32    | 14-38    |

### Kvartfinaler
| Dato   | Dato   | Hjemmehold i 1. kamp | Udehold i 1. kamp     | Resultat | Resultat | Resultat |
| 1.kamp | 2.kamp | Hjemmehold i 1. kamp | Udehold i 1. kamp     | Samlet   | 1.kamp   | 2.kamp   |
| ------ | ------ | -------------------- | --------------------- | -------- | -------- | -------- |
| 26.1.  | 1.2.   | Partizan Bjelovar    | TV Großwallstadt      | 31–33    | 14-12    | 17-21    |
| ?      | ?      | Dukla Praha          | Tatabányai Bányász SC | 41–40    | 23-21    | 18-19    |
| 26.1.  | 1.2.   | Fredericia KFUM      | Atletico Madrid       | 34–36    | 17-17    | 17-19    |
| ?      | 4.2.   | HK Drott Halmstad    | Valur                 | 34–35    | 18-17    | 16-18    |

### Semifinaler
| Dato   | Dato   | Hjemmehold i 1. kamp | Udehold i 1. kamp | Resultat | Resultat | Resultat |
| 1.kamp | 2.kamp | Hjemmehold i 1. kamp | Udehold i 1. kamp | Samlet   | 1.kamp   | 2.kamp   |
| ------ | ------ | -------------------- | ----------------- | -------- | -------- | -------- |
| ?      | ?      | Dukla Praha          | TV Großwallstadt  | 32–34    | 18-17    | 14-17    |
| 1.3.   | 9.3.   | Atletico Madrid      | Valur             | 39–39    | 24-21    | 15-18    |

### Finale
Finalen blev spillet i München, Vesttyskland.
| Dato  | Vinder           | Finalist | Res.  | Pause |
| ----- | ---------------- | -------- | ----- | ----- |
| 30.4. | TV Großwallstadt | Valur    | 21–12 | 9-6   |